# IUCN绿色名录
IUCN绿色名录是IUCN认可的全球自然保护区的名单。在2014年推出。绿色名录以保护区是否达到所要保护的目标作为主要条件。